# To Love Again
Singles de Alesha Dixon
Let's Get Excited
(2009) Drummer Boy
(2010)
To Love Again est un single de la chanteuse britannique Alesha Dixon, issu de l'édition deluxe de son album The Alesha Show intitulé The Alesha Show - The Encore. Publiée par Asylum Records en novembre 2009, la chanson est produite par John Shanks et écrite par Gary Barlow, et est l'un des quatre nouveaux titres qui figurent sur la réédition. Bimbo Jones a réalisé un remix de club pour la chanson.
To Love Again s'est classé au 15e rang du UK Singles Chart et au 17e rang du UK Singles Downloads. Les ventes de la première semaine de la chanson ont été reversées à Children in Need.

## Contexte
Alesha Dixon et Gary Barlow se sont rencontrés à Los Angeles avec John Shanks et ont écrit la chanson dans la journée. Elle écrit les paroles en se souvenant de son divorce avec MC Harvey quelques années auparavant. Elle décrit Gary Barlow comme un « génie » et explique la raison de la création de la chanson ensemble : « Nous sommes devenus de très bons amis depuis que nous avons escaladé la montagne ensemble pour Comic Relief. C'est un génie, c'était donc un honneur absolu d'écrire cette chanson avec lui ».

## Composition
To Love Again est une ballade aux influences R&B qui dure 3 minutes et 51 secondes. La chanson se construit sur un rythme de 67 battements par minute, un tempo modéré Les instruments principalement utilisés tout au long de la chanson sont le piano et la guitare. La chanson est écrite dans la tonalité de la mineur et la gamme vocale de Dixon s'étend de F3 à C5. Fraser McAlpine de la BBC estime que « c'est une ballade plaintive, qui commence en quelque sorte petite et intime et se termine en quelque sorte énorme et élargie [...]. Elle sonne pour tout le monde comme une ballade classique de Gary Barlow - une Patience (en) plus lente ». Le site Internet musical TeenToday souligne les capacités vocales de la chanteuse, déclarant que « la voix de Dixon n'a jamais sonné aussi bien - et en fait, semble être devenue un peu plus puissante ».

## Clip vidéo
Le clip devait à l'origine être tourné à Prague, mais le tournage a coïncidé avec une visite du pape Benoît XVI, ce qui a entraîné des difficultés de tournage. De plus, le pont Charles, qui devait figurer tout au long du clip, était recouvert d'échafaudages, ce qui compliquait encore plus le tournage,.
Le nouveau clip, tourné le 8 octobre 2009 à Battersea Park, à Londres, montre la chanteuse marchant dans un parc brumeux avec des feuilles d'automne éparpillées sur le sol. Tout au long de la vidéo, son amoureux apparaît puis disparaît par intermittence, donnant l'impression qu'il est un esprit. La vidéo se termine la nuit, Dixon se tenant dans le parc au milieu d'un groupe de personnes, avec des gratte-ciel en toile de fond et un ensemble de lanternes qui volent dans le ciel. La première de la vidéo a été diffusée sur 4Music le 13 octobre 2009 à 19h00 GMT. La vidéo a été réalisée par Big TV !.

## Performances en direct
Alesha Dixon interprète la chanson pour la première fois, le 20 novembre, lors du téléthon Children in Need 2009 sur BBC1. Elle co-anime également l'émission avec Terry Wogan et Tess Daly. Les ventes de la première semaine générées par la chanson ont été reversées à Children in Need. Elle interprète également la chanson en direct sur GMTV et dans l'émission The Alan Titchmarsh Show.

## Liste des pistes
| - UK CD Single / UK Promo CD / Digital download 1. To Love Again – 3:51 - 4-Track UK Promo CD 1. To Love Again (Bimbo Jones Remix) – 6:28 2. To Love Again (Bimbo Jones Instrumental) – 6:28 3. To Love Again (Bimbo Jones Radio Edit) – 3:49 4. To Love Again – 3:51 | - Digital download EP 1. To Love Again – 3:51 2. Breathe Slow (Piano Remix) – 3:39 3. Before the Sun Goes Down – 3:07 - Bimbo Jones Digital download 1. To Love Again (The Bimbo Jones Remix) - 3:49 |

## Classements
La chanson entre dans le UK Singles Chart à la 15e place ; ce sera la position la plus élevée qu'elle atteindra. La semaine suivante, To Love Again chute de 11 places pour atteindre la 26e position et la troisième semaine, elle tombe à la 50e position. La troisième semaine est la dernière semaine où elle est classée, avant de disparaître du Top 75. Avec cette 15e place, To Love Again devient le single le moins bien classé de Dixon depuis Knockdown en 2006, qui s'est classé à 45e position.
| Classement (2009)               | Meilleure position |
| ------------------------------- | ------------------ |
| Écosse (OCC)                    | 23                 |
| Slovaquie (IFPI Rádio)          | 57                 |
| Royaume-Uni (UK Singles Chart)  | 15                 |
| Royaume-Uni (UK Download Chart) | 17                 |